# Jennie Linnéll
Jennie Linnéll (* 7. Dezember 1988 in Tyresö, Schweden) ist eine ehemalige schwedische Handballspielerin, die in der höchsten schwedischen Spielklasse auflief. Mittlerweile ist sie als Handballtrainerin tätig.

## Karriere
Linnéll begann das Handballspielen in ihrer Geburtsstadt beim ortsansässigen Verein Tyresö HF. Mit der schwedischen Beachhandball-Nationalmannschaft nahm sie an der Beachhandball-Europameisterschaften 2007 teil. Zwischen 2007 und 2010 lief sie für den dänischen Verein KIF Vejen auf. Anschließend schloss sich die Rückraumspielerin dem schwedischen Erstligisten H 65 Höör an. Mit H 65 Höör gewann sie in der Saison 2013/14 den EHF Challenge Cup. Im Sommer 2015 wurde sie vom dänischen Erstligisten HC Odense verpflichtet. Nachdem sich Odense im Sommer 2016 mit den Rückraumspielerinnen Deonise Cavaleiro und Susanne Astrup Madsen verstärkt hatte, wurde ihr Vertrag im September 2016 im beiderseitigen Einvernehmen aufgelöst. Im Folgemonat schloss sie sich dem schwedischen Erstligisten Skuru IK an. Im Februar 2019 verletzte sie sich am Kreuzband. Nachdem ihr Vertrag mit Skuru im Sommer 2020 ausgelaufen war, war sie vereinslos.
Linnéll war ab dem Jahr 2018 beim schwedischen Streamingdienst C More und dem privaten Fernsehsender TV4 als TV-Expertin bei Übertragungen von Handballspielen tätig. Ab dem Jahr 2022 war sie als Co-Trainerin der schwedischen Jugendnationalmannschaft beschäftigt. Seit dem Sommer 2024 trainiert sie gemeinsam mit Fredrik Söderberg Wernheim die schwedische Jugendnationalmannschaft. Ab der Saison 2025/26 leitet sie mit Daniel Båverud die Damenmannschaft von Huddinge HK, die in der zweithöchsten schwedischen Spielklasse antritt.

## Sonstiges
Ihre Mutter Eja Linnéll (geborene Eja Magnusson) lief neun Jahre für die schwedischen Handballnationalmannschaft auf, während ihr Vater Ingemar Linnéll einmal in der schwedischen Handballnationalmannschaft eingesetzt wurde und nach seiner Spielerlaufbahn als Handballtrainer tätig war. Ihr Bruder Jesper Linnéll sowie ihre Zwillingsschwester Jonna Linnéll spielten in der höchsten schwedischen Handballspielklasse.